# Gianni Nanfa
(Ficarra e Picone)
Gianni Nanfa, nome d'arte di Giovanni Battista Nanfa (Palermo, 21 agosto 1949), è un attore e cabarettista italiano.
Professore di latino e greco, nel 1974 inizia la carriera da attore professionista a Palermo insieme a Gigi Burruano con "I Travaglini", una delle prime compagnie di cabaret dell'Italia meridionale. Nel 1975 diventa capocomico della compagnia, e nel 1978 inizia ad esibirsi come solista, in seguito allo scioglimento de "I Travaglini".
Nel 1980 fonda una propria compagnia, che si esibisce stabilmente nel teatro palermitano "Madison", dal 1994 presso il teatro "Al Convento" e dal 2012 presso il "Teatro Jolly" di cui è gestore e direttore artistico. Nel 1980 realizza per Radio Rai uno spettacolo radiofonico domenicale: Radio Italia Marconi. Tra il 1993 e il 1995 realizza trasmissioni per emittenti televisive locali: "Grand Hotel Cabaret" "Assa più meglio della Rai". È stato presidente di Assoteatri di Palermo.
Nel 2001 partecipa al film Nati stanchi, nel ruolo dell'avvocato Pisauro. Nel 2008 fonda la casa editrice "Edizioni AVIA" e pubblica: "Grammatica del comico", "A come animatore", "L'amore è un gioco" dei quali è anche l'autore. È uno dei comici del programma Insieme, trasmesso da Antenna Sicilia.

## Spettacoli teatrali
Ha scritto e prodotto più di 25 spettacoli teatrali, tra i quali:
- Meglio vivere un giorno da Antilope (con "I Travaglini"), 1975
- Bricolage, 1977-1980
- Grazie Mille, di Nanfa a Antonio Marsala, 1980
- Cronaca Cronica, con Bibi Bianca, 1981
- Aspettando il 2000, 1998 (150 repliche)
- Non mi posso lamentare, di Franco Modica e Giovanni Nanfa, 1999
- E chi se l'aspettava!, di Modica e Nanfa, 2000 (191 repliche)[7]
- Si fa… ma non si dice, di Modica e Nanfa, 2001[8]
- Meglio la gallina...domani, di Modica e Nanfa, 2003
- Incredibile ma vero, di Modica e Nanfa, 2003
- Istruzioni per l'uso, di Modica e Nanfa, 2004
- Tra il dire e in fare, di Modica e Nanfa, 2004
- Il Malato immaginario (versione in siciliano), 2005[9][10]
- Pane, amore e..., di Nanfa e Lino Piscopo, 2006[11]
- L'amore è un cubo variopinto, di Nanfa e Piscopo, 2007[12]
- Stress, di Nanfa, Di Modica e Antonio Pandolfo, 2008[13]
- Qui lo dico e qui lo nego , di Di Modica, Nanfa e Pandolfo, 2010

## Spettacoli televisivi
- Scuola di cabaret, 1985-1993, (in qualità di attore)
- Grand Hotel Cabaret, 1993-1996 (circuito Cinquestelle) (autore e regista)
- Insieme, 1994-... (comico)

## Pubblicazioni
- Gianni Nanfa, In parole ricche, Pielle edizioni, 2006